# Brède
Brède é uma comuna francesa na região administrativa da Nova Aquitânia, no departamento da Gironda. Estende-se por uma área de 23,33 km². Em 2010 a comuna tinha 4 857 habitantes (densidade: 208,2 hab./km²).